# Carlo Cottone, principe di Castelnuovo
Carlo Cottone, principe di Castelnuovo (Palermo, 30 settembre 1756 – Palermo, 24 dicembre 1829), è stato un politico italiano, cittadino del Regno di Sicilia e massimo proponente della Costituzione siciliana del 1812.

## Biografia
Era l'unico figlio del principe Gaetano Cottone e della contessa Lucrezia Cedronio.
Si formò agli studi letterari e poi filosofici. Allo scoppio della Rivoluzione francese vide con favore le iniziative in senso liberale dei viceré Caracciolo e Caramanico, ma le sue speranze di una trasformazione nel governo dell'isola andarono poi deluse con il successore Acton e la presidenza dell'arcivescovo Lopez y Royo.
Si sposò per volere dei genitori con Giuseppina Bonanno dei duchi di Castellana, ma non ne ebbe figli. Viaggiò a lungo in Italia, Francia, Svizzera e Inghilterra.

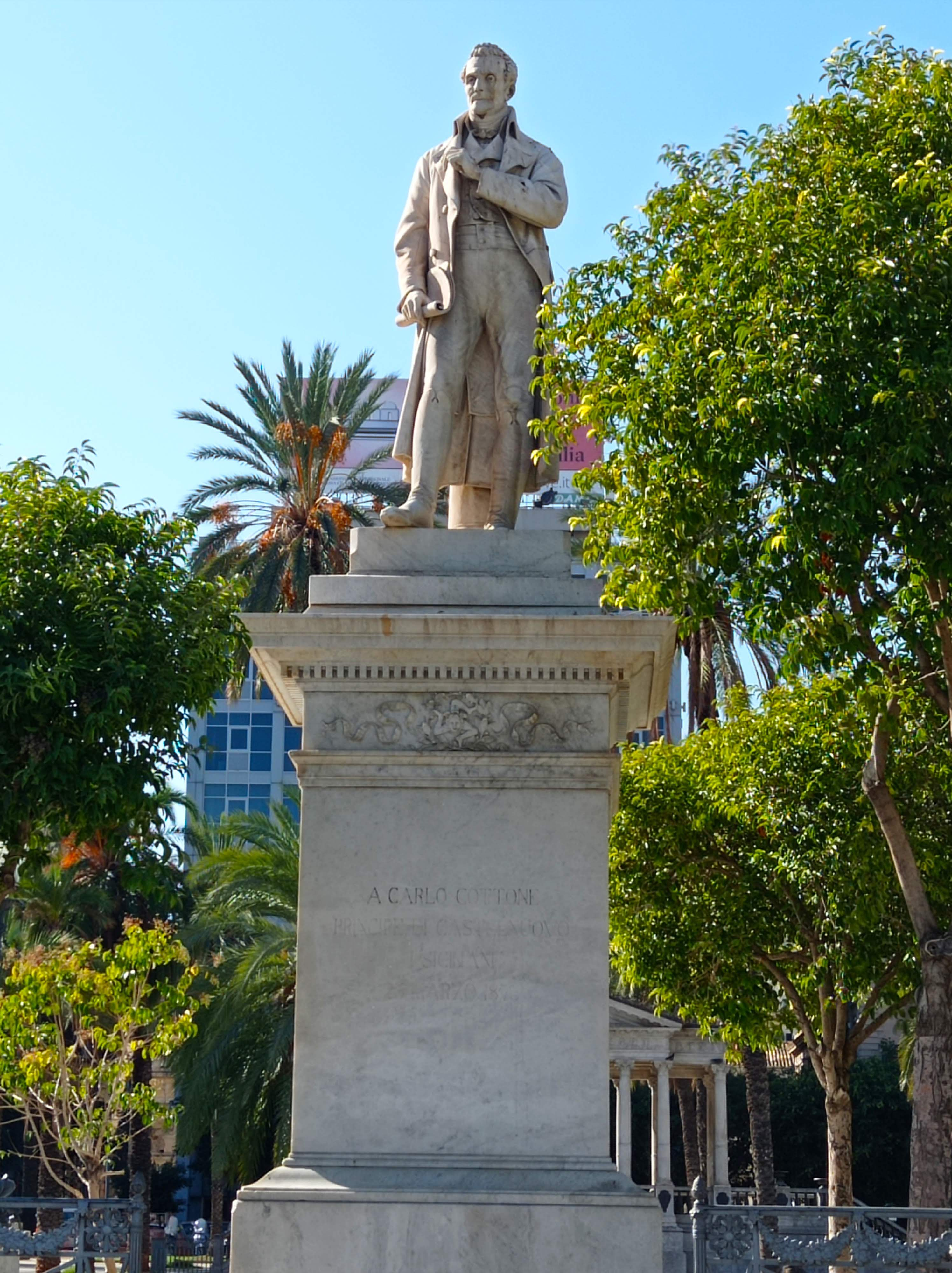
Monumento a Carlo Cottone in Piazza Castelnuovo a Palermo.

Alla morte del padre nel 1802 ereditò il seggio nel parlamento siciliano e si batté, in particolare in occasione degli esili dei sovrani a Palermo nello stesso 1802 e poi nuovamente nel 1806, per la promulgazione di una carta costituzionale. A causa delle sue idee liberali venne deportato a Favignana nel luglio del 1811, ma venne graziato nel gennaio dell'anno successivo, per l'intervento del ministro inglese, lord William Bentinck, ed entrò a far parte del governo siciliano come ministro delle finanze.
Il 19 luglio del 1812 il Parlamento siciliano approvò la carta costituzionale da lui proposta e redatta con Paolo Balsamo, che comprendeva anche l'abolizione dei diritti di primogenitura aristocratica. In seguito allo sfavore degli altri baroni siciliani, tra cui suo nipote, il principe di Belmonte Giuseppe Ventimiglia, il governo liberale siciliano cadde una prima volta nel 1813 e una seconda l'anno successivo.
In seguito al ritorno del re Ferdinando nel 1815, Carlo Cottone si ritirò in una sua villa, ma venne richiamato dal re a formare nuovamente il governo per intervento del successore di lord Bentinck, sir William A' Court. Al ritorno del re a Napoli nel 1817 e alla sostituzione dello statuto del 1812 con una nuova carta costituzionale, si ritirò definitivamente a vita privata.

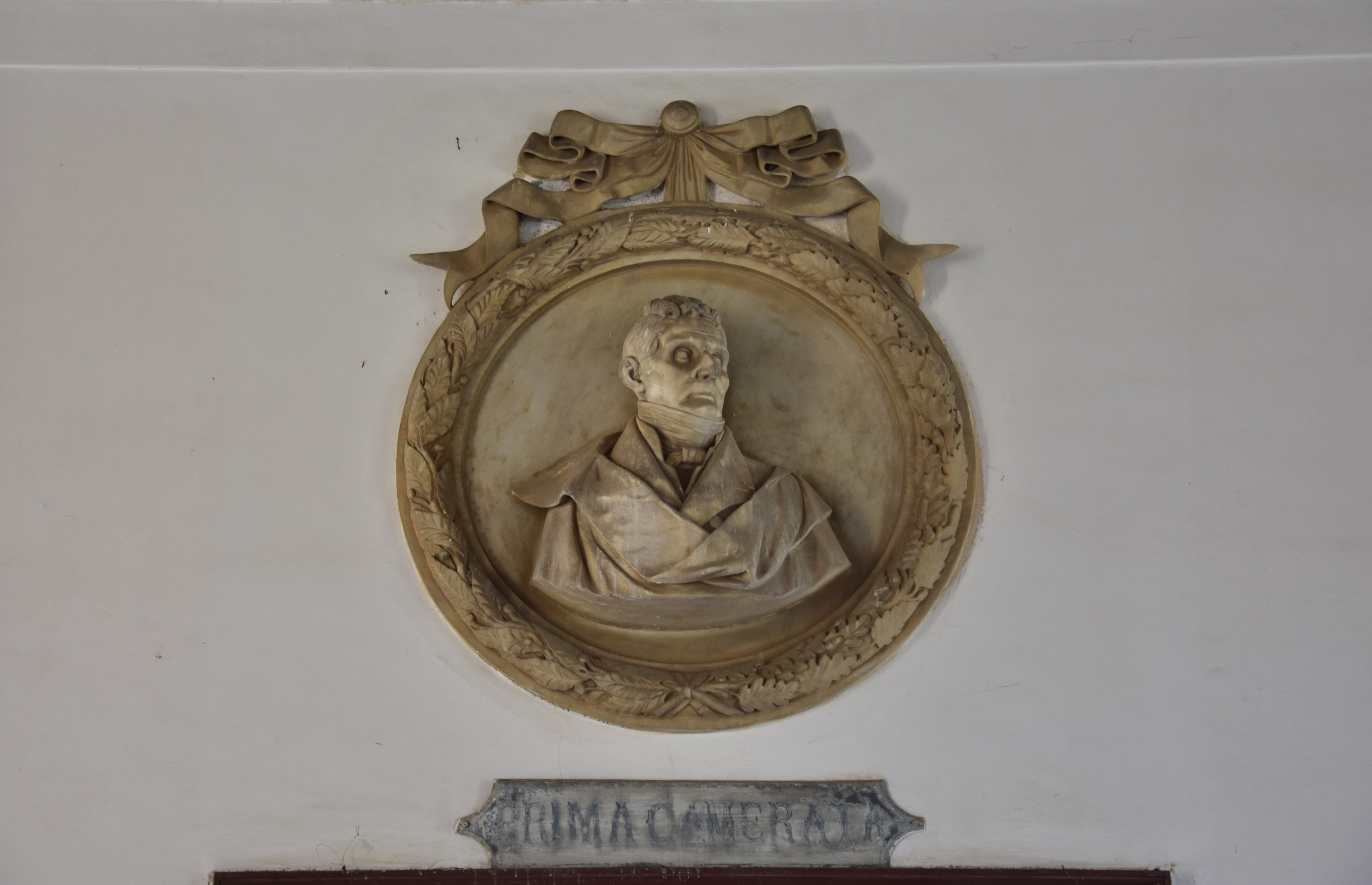
Busto in altorilievo di Carlo Cottone nell'atrio di Villa Castelnuovo

Si occupò in seguito di miglioramenti all'agricoltura e fondò a Palermo, nella Villa Castelnuovo, con l'aiuto di Paolo Balsamo e di Nicolò Palmieri, un "Istituto Agrario" per l'educazione dei figli dei contadini.
Massone, fu Maestro venerabile della loggia di Palermo La Fratellanza, della quale furono pure membri Friederich Münter, Francesco Paolo Di Blasi e Giuseppe Piazzi.
Nel 1873 gli fu eretto un monumento in Piazza Castelnuovo a Palermo su progetto di Giovan Battista Palazzotto e scultura di Domenico Costantino mentre l'atrio di Villa Castelnuovo ospita un suo busto in altorilievo opera dello scultore Rosario Anastasi.

## Nella cultura di massa
Il personaggio di Carlo Cottone, principe di Castelnuovo, compare nello sceneggiato Rai L'amaro caso della baronessa di Carini (1975), dove ad interpretarlo è Arturo Dominici.